# Евалд фон Клајст
Паул Лудвиг Евалд фон Клајст (Браунфелс, 8. август 1881 — Владимир, 13. новембар 1954) је био немачки фелдмаршал и носилац Витешког крста са храстовим лишћем и мачевима.

## Рани период
Евалд фон Клајст је рођен 8. августа 1881. године у граду Браунфелсу на Лану, у аристократској пруској породици генерала. Међу његовим прецима су се налазила три фелдмаршала, а један од њих, фелдмаршал Фридрих фон Клајст је ратовао 1814. године против Наполеона. Тридесет и једна особа међу његовим прецима била је носилац пруског одликовања . Клајстов отац је био доктор филозофије, Кристоп Албрехт Август Хиго фон Клајст и предавао је математику у једној приватној средњој школи.
Марта 1900. године Евалд фон Клајст је као подофицир приступио 3. коњичком пуку пољске артиљерије, да би већ 18. августа 1901. године добио чин потпоручника. Током 1907. године постао је пуковски ађутант. Након завршене коњичке школе у Хановеру (1908—1909), добио је 1910. године чин поручника, а потом је похађао Војну академију у Берлину, где је почео да се школује за генералштабног официра. Касније у току те године оженио се Гизелом Вахтел у Хановеру.
Клајст је 1912. године завршио Војну академију и постао командир 14. хусарског пука у Каселу, на месту официра при Генералштабу. Мало пре почетка Првог светског рата добио је чин ритмајстера (  коњички капетан) и прекомандован је на службу у штаб 1. хусарског пука.

## Први светски рат
Када је почео Први светски рат, ротмајстер фон Клајст је послат на Источни фронт где је провео наредне четири године. У бици код Таненберга, која се одвијала од 17. августа до 2. септембра 1914. године, командовао је коњичким ескадроном. На почетку битке руска војска је успела да уђе на територију Источне Пруске, али се ситуација касније изменила и Руси су доживели тежак пораз (око 92.000 заробљених и 50.000 погинулих и рањених војника). Дана 17. октобра 1915. године прешао је у штаб 85. ландвер пешадијске дивизије с чином генералштабног официра. Дана 1. јануара 1916. године унапређен је у чин бригадног ађутанта, а током јула исте године постао је дивизијски ађутант.
Крајем 1916. године пребачен је у службу артиљеријско-техничког интендантског дела 17. корпуса. Током 1917. године постављен је за начелника гардијске коњичке дивизије. Након капитулације Царске Русије, 1918. године дивизија је пребачена на Западни фронт и Клајст је са њом учествовао у биткама код Ремса, у Шампањи и на реци Мези. Пред крај рата постао је командант у Штаба 225. пешадијске дивизије. После потписивања примирја, Клајст је кратко време службовао у Добровољачком корпусу, али убрзо је приступио Рајхсверу на месту начелника штаба дивизије.

## Између два рата
Од 1919. до 1931. године Евалд фон Клајст је вршио различите дужности у штабовима и војно-школским установама: служио је у 13. коњичком пуку (1920—1923); предавао је тактику у Хановерској коњичкој школи (1923—1926); био је начелник штаба 2. коњичке дивизије у Бреславу (сада Вроцлав)(1927 — 1928); био је начелник штаба 3. пешадијске дивизије(1928 — 1931). Током 1931. године постављен је за команданта елитног 9. пешадијског пука у Потсдаму.
Како су расле функције које је вршио, тако су му расли и чинови: 1922. добио је чин мајора, 1926, постао је потпуковник, 1929. пуковник, а 1932. унапређен је у чин генерал-мајора. Дана, 1. фебруара 1932. године постављен је на чело 2. коњичке дивизије сменивши Герда фон Рундштета који је постао командант Трећег војног округа. Године 1935. Клајст је унапређен у чин генерал-потпуковника.
Клајстова супруга Гизел Вахел је родила два сина. Јоханес Јирген Евалд фон Клајст се родио 1917. године и кренуо очевим стопама. За време Другог светског рата он је био капетан у коњици на Источном фронту. Други син фон Клајста, Хиго Едмунд Кристоф Хајнрих се родио 1921. године. И он је за време Другог светског рата био на Источном фронту где се разболео од астме те је био отпуштен из војске као неспособан за војну службу.
Како је Вермахт напредовао у свом развитку, и војска је претрпела одређене реформе, тако да је 2. коњичка дивизија током 1936. године расформирана, а Клајстов штаб је прерастао у штаб 8. војног округа. Дана, 1. августа 1936. године Клајст је добио чин генерала коњице.
Њему су тада биле потчињене 8, 18. и 28. пешадијска дивизија као и Трећа и Четврта погранична команда. До фебруара 1938. године под његовом командом је био развој и нарастање оружане силе Вермахта у Шлеској, услед чега га је фон Браухич, којем се није свиђао промонархистички изглед фон Клајста, принудио да поднесе оставку. У знак захвалности фон Клајсту је дато право да носи жуте коњичке еполете (мисли се на чин Генерала коњице). Те еполете ће фон Клајст носити током целог Другог светског рата.

## Други светски рат

### Пољска 1939
Годину и по дана Евалд фон Клајст је живео на прекрасном имању у Вајделбруку у близини Бреслава. Иако су нацисти гледали са антипатијом на фон Клајста, његове војничке способности никад нису оспораване од стране Хитлера. Током августа 1939. године, уочи напада на Пољску, у 58. години живота он је враћен у војну службу. Клајст је добио команду над 22. корпусом, који се налазио у саставу 14. армије генерала Вилхелма Листа и дејствовао је на јужном делу фронта.
Прва три дана рата корпус је чекао у резерви да би 4. септембра 1939. године, Клајст са својим корпусом, који је имао по једну оклопну, пешадијску и планинску дивизију, био послат у борбу. Фон Клајст се показао као изузетно способан командант приликом освајања нафтног рејона у близини Лавова. Дана, 17. августа његова војска се сјединила са војском генерала Гудеријана у близини реке Буг, и разделила територију Пољске на два дела.

### Западни фронт 1940.
Пре почетка француске кампање фон Клајсту је дат важан задатак. Дана, 29. фебруара 1940. године Хитлер је подржао предлог да се фон Клајст постави на место команданта тенковске групе на Западном фронту. Та група је у свом саставу имала: 41. оклопни корпус генерала Георга-Ханса Рајнхарда (6. и 8. оклопна дивизија), 19. оклопни корпус генерала Хајнца Гудеријана (1, 2. и 10. оклопна дивизија плус елитни моторизовани пук Велика „Немачка“), као и три моторизоване дивизије из састава 14. моторизованог корпуса генерала Густава фон Витерсхајма. Од десет оклопних дивизија спремних за напад на Француску, Белгију и Холандију, пет су биле под командом фон Клајста, а још две су стајале у резерви. Тако је фон Клајст постао први командант једне „оклопне армије“ (термин оклопна армија је званично уведен у употребу тек годину и по дана касније) а штаб 22. корпуса добио је привремено име „штаб оклопне групе Клајст“.
Клајст никада није имао посебну наклоност према тенковским јединицама и увек је давао предност коњу над тенком. Главнокомандујући у Немачкој копненој војсци такође су гледали са сумњом на тенковски род као и на концепцију муњевитог рата („Блицкриг“).
Пред „Оклопноу групу Клајст“ постављен је најважнији задатак за брзи успех на Западном фронту. По Манштајновом плану „Оклопна група Клајст“ требало је да пробије линију одбране на реци Мези и да се устреми ка Ламаншу, притом опкољавајући са југа савезничку војску. У случају успеха главнина савезничке војске би се нашла опкољена северно од Париза и рат би могао да се сматра решеним.
Сагласно Манштајновом плану Клајст је требало да изврши пробој кроз тешко проходне белгијске Ардене и да што пре стигне до реке Мезе. На тој реци одбрамбена линија била је јако слаба, зато што су Савезници сматрали да је на том терену немогуће извести крупну тенковску операцију. На северном крилу Клајстове групе налазио се 41. оклопни корпус генерала Рајнхарда а на јужном делу 19. оклопни корпус генерала Гудеријана. Корпус генерала Витерсхајма је остављен у резерви и он је требало да прати Гудеријана као претходница 12. армије генерала Вилхелма фон Листа. Поред „Оклопне групе Клајст“ на Западном фронту је дејствовала још једна оклопна група, а њу је чинио 15. оклопни корпус. Дивизије из 15. оклопног корпуса (5. и 7. оклопна) под командом генерала Хермана Хота нису могле по снази да се мере са прејаком „Оклопном групом Клајст“, али су имале и лакши задатак.
У 18:00 сати 9. маја 1940. године „Оклопна група Клајст“ је почела да се помера ка рејонима одређеним за почетак напада. Акција је почела сутрадан ујутру у 4:00 сата, 10. маја 1940. године, на граници Немачке са Холандијом, Белгијом, Луксембургом и Француском. Ловци и бомбардери Луфтвафе напали су аеродроме, војна складишта и објекте у дубини од 250 km од линије фронта. Клајстови тенкови и пешадија просто су протрчали кроз Луксембург и лако пробили белгијску граничну линију. Француски коњички корпус, који је требало да уђе на територију Белгије одмах након нарушавања белгијске неутралности од стране Немачке, није се помакао са места све до касно ујутро 11. маја. Премештање француске војске ишло је доста споро. Увече првог дана напада, истурени делови немачке 10. оклопне дивизије ступили су у борбу са француском 2. коњичком и 3. колонијалном пешадијском дивизијом, и одбацили их ка реци Мези.
У то време Хитлер је тријумфовао, јер је добијао информације да британски експедициони корпус, а са њим 1. и 7. француска армија као и друге одбрамбене јединице брзо надиру у Белгију и Холандију, погрешно одређујући правац немачког главног удара. Дакле, кад би тенкови успели да направе пробој и да избију на Ламанш, Немци би могли сматрати победу сигурном.
Следећег дана Клајст је замало могао да направи погрешан потез. Француске коњичке јединице, наступајући из рејона Монмедија покушале су да изврше напад на лево крило нападача. Клајст је наредио Гудеријану да прекине предвиђена дејства на левом крилу и да 10. оклопну дивизију окрене у правцу југа, како би спречио напад Француза. Гудеријан је оштро протестовао, сматрајући да ће тај потез смањити снагу 19. оклопног корпуса за трећину и довести испуњење основног задатка у опасност. Клајст је попустио под притиском његових аргумената, те је наредио генералу фон Витерсхајму да организује одбрану на левом крилу од јединица 14. моторизованог корпуса. Гудеријанов напад је настављен.
Тог дана немачки тенкови су нанели тежак пораз француској коњици. Њихова 2. и 5. дивизија лаке коњице, које су улазиле у састав 2. француске армије, делимично су се повукле ка главној одбрамбеној линији иза реке Мезе, а делимично се разбежале, тако да је десно крило 9. француске армије остало непокривено што је изазвало њено повлачење.
Тек тада је француском главнокомандујућем генералу Гамлену пало на памет да арденски пробој може да буде и истински правац главног удара Немаца. Његови извиђачи већ су установили намере четири од пет оклопних дивизија фон Клајста које су дејствовале на северу. Гамлен је одмах наредио да се једанаест француских дивизија максимално брзо премести на угрожени део фронта. Тим јединицама је дат сталан „зелени сигнал“ у једном смеру на железничкој прузи. Гамлена није бринуло то што су те дивизије стизале на одбрамбену линију на реци Мези између 14. и 21. маја зато што је очекивао од Клајста да ће кренути на реку Мезу одмах по пристизању пешадије из 12. армије фон Листа, а то је требало очекивати рано ујутру 19. маја.
Дана, 12. маја повукли су се преко реке Мезе и последњи остаци француских коњичких јединица, а сви мостови на правцу наступања Клајстове оклопне групе су минирани. Француска коњица није успела да изврши постављени задатак да задржи Немце пет-шест дана. То је много забринуло генерала Шарла Хјуцингера, команданта 2. француске армије, зато што је баш његова војска требало да поднесе главни удар оружаних снага Гудеријана, те је затражио појачање. Главна команда му је доделила 3. оклопну и 3. моторизовану дивизију, као и 14. пешадијску дивизију из састава 9. француске армије. На северном крилу Оклопне групе Клајст, где је требало да ове јединице уђу у борбени контакт, налазио се 41. оклопни корпус генерала Рајнхарда. Међутим за премештање ових дивизија било је неопходно извесно време.
Истог дана, 12. маја у командни штаб фон Клајста стигао је Хитлеров ађутант, пуковник Шмунд. Хитлер је желео да зна да ли Клајст намерава да крене ка реци Мези следећег дана или сматра да треба да чека пешадију из 12. армије генерала Листа. Клајст је одговорио да ће да изврши напад одмах. Хитлер је одобрио ту одлуку и наредио да се напад осигура ваздушном подршком обрушавајућих бомбардера Ју 87 Штука из 8. ваздухопловног корпуса Волфрама фон Рохтхофена.
У то време Клајст је позвао у свој пункт генерала Гудеријана и наредио му да форсира реку Мезу и да нападне противника у рејону града Седана. Операција треба да почне у 4:00 сати изјутра 13. маја. Гудеријан је саопштио да за спровођење те операције он располаже са само две дивизије, пошто је 2. оклопна дивизија на северном крилу у то време била заустављена од стране упорне одбране Француза у сектору Семуа. Он је тражио да се форсирање одложи за неко време, док не буде имао на располагању цео свој корпус. Такав одговор је био нетипичан за Гудеријана. Бојажљивост коју је показао дуговао случајним околностима - мало пре разговора са Клајстом, преживео је смртну опасност. За време једног од малобројних ваздушних напада Француза, једна бомба пала је на штаб генерала Гудеријана који се налазио у Булоњском хотелу „Панорама“ и једва је избегао смрт. Парче бомбе погодило је прозор кроз који је генерал гледао и он се изненада нашао под кишом стаклених парчића. Тај случај је избацио Гидеријана из одличне духовне равнотеже. Клајст је одбио да се сагласи са приговором главног тенковског команданта Немачке и наредио му је да започне напад са расположивом војском. Подобна наређења су дата и генералу Рајнхарду.
Гудеријан је одредио да напад изведе дивизија постављена у центру - 1. оклопна. Главни удар треба да се нанесе западно од Седана. Та дивизија појачана је моторизованим пуком „Велика Немачка“. За артиљеријску подршку 1. оклопне дивизије додељене су јединице корпусне артиљерије као и артиљеријски пук из суседне дивизије.
Седан је брањен 55. и 71. француском пешадијском дивизијом, које нису показивале високи ниво борбене спремности. Француски генерал Грансар, командант 10. корпуса, задуженог за одбрану тог дела фронта, говорио је о војницима тих дивизија да су „одебљали и нежни мушкарци између 30 и 40 година који треба изнова да буду послати на курс борбене обуке“. Од 450 официра из 55. пешадијске дивизије свега 20% је било из активног састава, осим тога дивизија је имала само 25% од предвиђених противтенковских топова 25mm, док се рецимо у складиштима налазило 520 тих топова, што је било довољно за опремање целих 10 дивизија. Што се тиче 71. пешадијске дивизије, и ту је ситуација била крајње лоша. Попуњеност противтенковским топовима била је испод 50% а од 17.000 војника и официра личног састава, 7.000 се налазило на кућном одсуству или болничком лечењу. Борбени дух у те две дивизије био је крајње низак.
Пук „Велика Немачка“ је прешао реку у надувеним чамцима и преко понтона, и распоредио се на западу покрајне Седан. Заобилазећи град пук овладао је до 19:00 сати кључном висоравни Марфе. Након пука „Велика Немачка“ на другу обалу је прешла пешадија из 1. моторизоване бригаде 1. оклопне дивизије, која је до 19:30 такође избила на висораван Марфе. После ових јединица, по мраку су прешла и два пешедијска батаљона из 10. оклопне дивизије који су форсирали реку Мезу југозападно од града. Након тога посла су се прихватили немачки инжењерци који су изградили понтонски мост за само 38 минута а први су преко њега прешли пешадинци са противтенковским топовима. До поноћи је подигнут шеснаестотонски понтонски мост.
У пет сати изјутра на десном крилу појавили су се и предњи делови 2. оклопне дивизије генерала Рудолфа Фајела - 5. оклопна бригада и 2. мотористички батаљон. Гудеријан им је одмах наредио да пређу реку. По преласку реке требало је да се јединице распореде на самој додирној тачки између 55. пешадијске дивизије и 102. тврђавске француске дивизије, а то је уједно била и додирна тачка 2. и 9. француске армије. Већ у 5:10, 55 пешадијска дивизија је саопштила да је изгубила контакт са пешадијом на левој страни. Између 2. и 9. армије појавио се процеп који више није могао да се затвори.
У то време међу француским артиљерцима су почеле да круже гласине да су се немачки тенкови појавили на висоравни Марфе и достигли село Булсон које је само 5 km јужно од Седана. Те гласине су биле лажне, јер у том моменту реку још није прешао ниједан немачки тенк. Мало касније гласине су почеле да круже и међу пешадинцима. Пуковници, команданти тешког артиљеријског пука и групе за артиљеријску подршку 55. дивизије, наредили су својим јединицама да се повуку, а након тога су и сами нестали. У паници војници из 55. пешадијске дивизије су оставили већи део својих топова. Путеви су ускоро постали затрпани француским војницима, који су по речима генерала Гулера били „обузети ужасом, ухваћени у клешта масовне хистерије“.
Дивизија се распала, а да није ни видела непријатеља. Неке од њених јединица су бежале без престанка чак до Ремса који је удаљен преко 80 km од Седана. Ускоро се под контролом Гудеријана налазио мостобран од 10 km ширине и дубине. Одмах по сванућу преко понтонског моста је прешла цела 5. оклопна бригада.
На француској страни настала је потпуна конфузија. Генерал Корап је наредио 3. коњичкој бригади и 53. пешадијској дивизији да се приближе ка реци Бар западно од Гудеријановог мостобрана, но на предвиђено место је стигла само 3. коњичка бригада. Због неприлагођене команде, 53. пешадијска дивизија лутала је целу ноћ, вртећи се у круг, да би тек 14. маја успела да стигне до реке Бар. Чак и да је та дивизија успела да стигне раније, од ње би било мало користи. Војници у дивизији били су лоше извежбани и уморни, пошто су целе зиме правили фортификацијске објекте а након тога послати на пољопривреду.
У 7:00 сати изјутра, три сата пре одређеног времена, Французи су извршили напад са војницима 231. пешадијског пука и два тенковска батаљона, подржана пешадијом из резерве 10. корпуса. Успели су да избаце из строја два немачка тенка да униште два топа 88mm. У борбама које су постајале све жешће тешко је рањен командант 1. оклопног пука. До 9:00 сати ујутру, већ је горела половина француских тенкова а погинуо је и командант 231. пешадијског пука. Јединице на левом крилу из 71. пешадијске дивизије, и поред тога што нису виделе ниједног немачког пешадинца, почеле су са брзим повлачењем ка позадини. Ускоро су се појавили обрушавајући бомбардери Штука и до мрака са малим прекидима нападали 71. пешадијску дивизију, тако да је она малтене престала да постоји као борбена формација. И поред тога генерал Шарл Хјуцингер је послао обавештење генералу Гамлену да је мостобран окружен а висораван Марфе преузет и сад се налази у француским рукама.
Сутрадан ујутро (14. мај), на борбено поље пристигла је 3. француска оклопна дивизија, која је формирана свега шест недеља пре почетка немачког напада, али због несташице горива дивизија није дејствовала у првој половини дана. Већина француских тенкова је конструисано за подршку пешадији и због тога им је радијус дејства био три пута мањи од немачких тенкова. Дивизија је већ била спремна за контранапад заједно са 30. механизованом дивизијом у другој половини четвртог дана борбе код Седана, када се умешао генерал Флавини, командант 21. француског корпуса. Сходно француској тактичкој доктрини из 1940. године, која вуче корене још из Првог светског рата, Флавини је гледао на тенкове и оклопне аутомобиле само као на средство за подршку пешадије. Зато је он спречио контранапад и распоредио те две дивизије на делу фронта у ширини од 20 km. Генерал Шарл Хјуцингер се у то врема налазио на путу, премештајући свој штаб у Верден, и није могао да спречи наређење генерала Флавинија.
Решење фон Клајста да форсира Мезу без детаљне припреме, било је исправно. Током 14. маја Гудеријан је муњевитим нападом прешао реку Бар. Група Шануан - 5. бригада лаких коњаника и 1. коњичка бригада из 2. француске армије - пружала је жесток отпор, али није успела да заустави немачке тенковске јединице. Са приближавањем ноћи француски коњаници су започели повлачење у јужном правцу а остаци разбацаних делова 53. пешадијске дивизије су одступали у различитим правцима. Током ноћи у рукама генерала Гудеријана се нашло више од 1000 заробљеника и преко 40 артиљеријских оруђа.
9. француска армија је почела да се распада. Бенуа-Мешен је касније написао „на земљи, деморалисана армија генерала Корапа, уопште не личи на једну армију, изгубила је сваку дисциплину“. Следећег дана, 15. маја организована одбрана Француза против Гудеријанових јединица је потпуно сломљена и могао је почне „јуриш ка Ламаншу“. У то време генерал Морис Гамлен је позвао Хјуцингера и љутито му напоменуо да му је 3. оклопна дивизија додељена за организовање контранапада. Шарл Хјуцингер је изгубио неколико сати док није предао наређење генералу Фламинију, а и он је изгубио немало скупоценог времена док није предао заповест генералу Антуану Брокару, команданту 3. оклопне дивизије. По рачуници генерала Флавинија, да се саберу раштркане јединице у једну ударну песницу, било је потребно најмање 24 сата. Касније тога дана Хјуцингер је ослободио Брокара дужности команданта дивизије, пошто није успео довољно брзо да прикупи јединице. За то време на северу генерал Корап је дао заповест за покрет 102 гарнизонске (посадне) дивизије. До тог момента ова лоше наоружана јединица, састављена од старијих резервиста, успешно је издржавала ударе целог 41. оклопног корпуса, што је подвиг достојан дивљењу. Али пошто је 102. дивизија започела да одступа, остављајући због недостатка транспортних средстава велики део свог тешког наоружања и артиљерије, на њу се бацила 6. оклопна дивизија генерала Франца Кемпфа. Тенкисти су изградили мост преко Мезе од приручних средстава и по преласку су кренули са гоњењем гарнизонске војске. Ускоро је 102. дивизија принуђена да се повлачи без пружања отпора. Након дивизије Кемпфа преко истог је прешла и 8. оклопна дивизија и предвече предње јединице генерала Рајнхарда су напредовале у дубини од шездесет километара.
Те ноћи Клајст је наредио Гудеријану да стане и сачека док и остале јединице не пређу на мостобран и организују адекватну одбрану. Хајнц Гудеријан се вратио назад да би се видео са пуковником Куртом Цајтцлером, начелником штаба оклопне групе, а након тога и са самим Клајстом. Након ватрене расправе, Клајст се сагласио да буде настављено наступање још 24 сата, како би се образовало довољно велико пространство за пребацивање целог пешадијског корпуса.
Дана, 16. маја предњи делови Гудеријана прешли су још шездесетак километара и стали на даљини око сто километра западно од Седана. Рајнхард је пребацио преко река остале јединице свог корпуса и напредовао још неколико километра, уништавајући путем цели 41. француски корпус. Од штаба 9. француске армије, где је уместо генерала Корапа постављен генерал Жиро, био је удаљен свега петнаестак километра. Међутим и генерал Жиро је био немоћан да промени нешто. Ширина процепа у сектору 9. армије достигла је скоро сто километра. Као највећа трагедија за француски 41. корпус је немачко предвечерње уништење 2. оклопне дивизије. Тенкови те дивизије, пребачени су железничким вагонима у Син-ле-Абе, а оклопни аутомобили путем. Немачка 6. оклопна дивизија ухватила је Французе на маршу и одсекла тенкове на железничкој станици од моторизоване колоне где су се налазили камиони са горивом (већ је речено да су француски тенкови имали изузетно мали радијус дејства). Дивизијска артиљерија није успела да се развије и била је уништена, а велики део тенкова је уништен на железничкој станици или у њеној близини. Поједини тенкови су уништени на самим железничким вагонима, Мање јединице које је требало да дејствују заједно са 2. оклопном дивизијом такође су добрим делом разбијене, тако да је командовање преосталим делом војске постало немогуће.
Када је почела кампања на западу, Француска је имала само четири оклопне дивизије. Прву је Хот уништио на северном крилу, а од друге су остали само јадни остаци. Трећа се налазила у саставу генерала Хјуцингера и одступала је у југозападном правцу. Формирање четврте дивизије под командом Шарла де Гола једва је завршено. У Паризу се јавила паника када је влади постало јасно да између наступајућих немачких тенкова и престонице није остала ниједна француска дивизија, зато што је Гамлен послао целу стратегијску резерву у Белгију и Холандију још првог дана кампање. Зато је влада, без гледања да цела оклопна група Клајст иде ка Ламаншу а не према Паризу, решила да своје кабинете евакуише у Тур.
Страх је владао и у немачком табору, али из других разлога. Још 15. маја генерал-пуковник Герд фон Рундштет, командант групе армија А је размишљао да заустави Клајста на реци Оази приближно сто километра од Седана. Дана 16. маја он је наредио да се направи пауза у наступању за 24 сата, како би се приближила пешадија и обезбедила бокове фон Клајста. Фелдмаршал Валтер фон Браухич је одобрио то решење. Заповест није наишла на незадовољство ни код Клајста, пошто се подударала са његовом заповешћу издатом дан раније. Након тога је стигао рапорт од Гудеријана са билансом задњег двадесеточасовног наступања у којем се између осталог саопштио да је он решио да настави наступање и сутрадан. Касније је Гудеријан говорио, како му уопште није било јасно зашто да после великих успеха 16. маја треба да спроведе наређење о заустављању, кад има теренску и временску иницијативу. Међутим команда се придржавала другог мишљења, гледајући на одлуку Гудеријана као на нарушавање координације, и одмах је преко радио-станице тврдоглавом тенкисти предата још једна строга заповест за прекид даљег наступања 19. корпуса. Поред тога му је речено да чека Клајста на привременом аеродрому 19. корпуса у 7:00 сати изјутра следећег дана.
Та својевоља Хајнца Гудеријана је била кап која је прелила чашу стрпљења команданта оклопне групе, фон Клајста. У изузетан теленат Гудеријана нико није сумњао, али његовим претпостављенима није било нимало лако. Он је имао репутацију својеглавог, лоше управљивог команданта (често се говорило за њега да је „необуздан коњ“). Још у Пољској су фон Бок и фон Клуге имали доста мука са њим. Општепознато је и то да постављање Клајста за команданта оклопне групе није изазвало у Гудеријану никакво посебно одушевљење.
Само што је напустио авион на привременом аеродрому, фон Клајст је строго укорио Гудеријана за покушај неизвршавања наређења. У Гудеријановом стилу није било да стоји у ставу мирно и слуша опомене, већ је започео љуту свађу са Клајстом, која се завршила тако што је у бесу Гудеријан тражио да га ослободи командовања корпуса. Клајст се за моменат запањио, но није повукао ниједну изречену реч, и сместа је издао заповест да ослобађа Гудеријана дужности.
Касније тог дана у сукоб се умешао и генерал-пуковник Вилхелм фон Лист, командант 12. армије, који је средио ствар. Он је рекао да Гудеријана може да смени једино Хитлер, а не и фон Клајст и да Хајнц Гудеријан није разрешен дужности команданта корпуса. Команда групе армија А је очекивала да наређење о заустављању буде извршено од свих, додајући да није забрањено да се води „извиђачка борба“. Штаб корпуса треба да остане тамо где се налазио у моменту примања наређења. Одмах након тога фон Лист је отишао у штаб оклопне групе Клајст, како би смирио самоувереног Клајста.
Гудеријан је схватио одлуку генерала Листа као „зелено светло“ за продужетак наступања и кренуо напред са својим тенковима, остављајући руководство штаба формално на место добијања наредбе. Овог пута он је био љубазан и водио радио разговоре у специјалном режиму, забрањујући потчињеним штабовима да преносе ток разговора.
Дана, 17. маја Французи су организовали контранапад са 4. оклопном дивизијом Шарла де Гола. Касније је овим дејствима из политичких разлога придат велики значај, она уопште нису утицала на напредовање Немаца, који су без муке одбили француски контранапад. Француска 4. оклопна дивизија још није успела да достигне високи ниво борбене готовости, а послата је у напад. Када је започела наступање, она се још налазила у стадијуму формирања и није извршила ни један дивизијски тактички маневар. Поред тога она није располагала никаквом пешадијском помоћи. Многе посаде тенкова су прошле ток обуке само на лаким тенковима, а сада се од њих очекивало да управљају тешким тенковима Шар Б. Због недостатка времена, посаде су стигле да на полигону да испале само по један хитац из топа 75mm који се налазио у куполи, а сада им је предстојала борба са елитним корпусом. Веома брзо цела дивизија се нашла под ударима јуришника Јункерс Ју 87 Штука и започела са одступањем. Међутим за разлику од других француских дивизија које су се нашле на удару оклопне групе Клајст, она се није распала, што говори о способностима де Гола као официра.
Немачкој главној команди се већ 18. маја вратила хладнокрвност и поништила је наређење о стопирању напредовања. Гудеријану и Рајнхарду су дата упутства за пробијање одбране на Северном каналу коју су поставили савезници у циљу да пресеку пут Немцима ка Ламаншу. Пешадија из 23. и 12. британске пешадијске дивизије запосела је своје положаје, али француске јединице које су се повлачиле и које је требало да се укопају у сектору јужно од Ламанша, у дужини од 20 km, нису пристигле.
Међутим те две британске континенталне дивизије нису имале артиљеријску подршку и нису успеле да издрже притисак 1, 2, 6, 7, и 8. оклопне дивизије. Све у свему одбрамбена линија савезника није успела да се дуго одржи.
Француски генерал Жиро је покушао да организује контранапад са војницима 1. француске механизоване дивизије, али без успех. Та дивизија је била тако разбацана по фронту 1. северноафричке дивизије да до 23:00 сати није успела да се сабере. У том моменту тенкови Рајнхарда су се приближили месту Ла Кател, где је Жиро поставио своје командно место. Штаб 9. француске армије је изложен потпуном уништењу. Успео је да се спасе само Жиро који је умакао пузећи. Заробљен је следећег дана. француски историчари тврде да је заробљен од стране тенкова, док немачки историчари наводе да је заробљен од кувара једне пољске кухиње. На тај начин, француска 9. армија је престала да постоји као борбена формација.
У то време у штабовима врховних команди обеју страна на фронту, налазило се стање блиско хистерији. Адолф Хитлер је опоменуо Браухича и Халдера због оштрог брзог темпа наступања, који по њему стављао под ризик успех целе кампање.
Премијер француске, Пол Рејно, који је имао велики повод за узнемиреност, је сменио шездесетосмогодишњег маршала Гамлена и на његово место поставио седамдесеттрогодишњег Максима Вејгена. Такође је у владу у својству вице-премијера увео 84. маршала Петена, као је „свежу крв“. Међутим оба избора била су погрешна. Петен је био дефетиста (човек без вере у успех и победу), а Вејген је мрзео Британце, посебно њихову политику у целини. Прво што је урадио када је постао главнокомандујући, било је да је отишао да одспава. До 21. маја није издао ниједну заповест.
Дана, 19. маја упркос узнемирености Хитлера, наступање тенковских јединица је продужено. Лорд Горт командант британских експедиционих снага, саопштио је војном министарству Уједињеног Краљевства да ће ускоро можда да се постави проблем евакуације његових војника преко Ламанша. Он је наредио авијацији која је придодата британском корпусу да крене са пребацивањем у Уједињено Краљевство. У то време, немачка 8. оклопна дивизија уништила је борбени поредак 70. британске пешадијске бригаде из састава 23. пешадијске дивизије. До доласка ноћи бригади је остало нешто мање од 250 војника. На западу немачка 1. оклопна дивизија поставила је мостобран на другој обали реке Соме, близу Перона, и заробила је неколико француских штабних официра.
Следећег дана, 20. маја мање јединице 2. оклопне дивизије су заузеле Абевил, савлађујући неусаглашен отпор савезника. У 21:00 сати те вечери један тенковски батаљон је избио на Ламанш у рејону Неола. Преко 400.000 француских и британских војника са тако нашло у окружењу, које ће касније бити уписано у историју као Денкеркски котао.
Дана, 21. маја савезници су принудили немачку команду да се знатно узбуди, организовавши у рејону Араса (види: Битка код Араса (1940)) контранапад са оклопним јединицама. Упркос што су Немци одбили тај контранапад јединицама 7. оклопне дивизије генерал-мајора Ервина Ромела и 3. моторизоване дивизије Теодора Ајкеа из састава Хотовог 15. оклопног корпуса, то је ипак опоменуло Хитлера, Рундштета и Клајста на рањивост „тенковског продора“, дугог 200 km и широког код Араса свега 35 km. Зато је у резерви Рундштета остао 15. оклопни корпус, а Рајнхард је држао на истоку 8. оклопну дивизију за случај још једног контранапада савезника. У том моменту Клајст је направио велику грешку: ставио је 22. маја 10. оклопну дивизију из састава 19. оклопног корпуса у резерву, упркос што је Гудеријан планирао да њу искористи за заузимање Денкерка.
Гудеријан је продужио наступање ка лукама Кале и Булоњ са две преостале дивизије из корпуса, али сада се умешао Рундштет и наредио Клајсту да не напада луке док се не реши ситуација код Араса.
Крајњи резултат те збрке је изгубљених пет сати. На крају дана Гудеријану је дозвољено да продужи наступање, а Клајст је решио да му врати 10. оклопну дивизију. Гудеријан је преузео и послао ка Калеу, како би ослободио добро снабдевену 1. оклопну дивизију за овладавање Денкерком. Како су Кале и Булоњ били сасвим одсечени, Денкерк је остао једина лука преко које су савезници могли да се евакуишу.
Досадашња нервоза, колебање и задржавање од стране штабова над корпусном командом није оставило никакву значајнију последицу. Међутим 23. маја је уследила позната заповест за заустављање напада, издата од самог Хитлера, којом је Британцима омогућено да у склопу Операције Динамо евакуишу 224.585 британских и 112.546 француских војника у Уједињено Краљевство. Већина историчара сматра да би без тих 337.000 војника и официра Лондон вероватно прихватио предложено примирје од Хитлера. Рундштет је поздравио то заустављање, али су зато Гудеријан, Халдер и Браухич протестовали, макар и као приговор на последњу уобичајену неодлучност.
У вези са тим Клајст је показао мешовита осећања. Поднео је извештај да су му губици у тенковима (уништени и избачени из строја) прелазили 50 посто од почетног броја. Реално цифра је преувеличана за једну трећину. Иначе, када је 22. маја из штаба групе армија А стигла прва заповед за заустављање, Клајст је продужио наступање. „Реших да игноришем наређење“ - говорио је он након рата. са 41. оклопним корпусом је форсирао канал Сент-Омер и приближио се Азбруку, пресецајући главни пут за одступање Британаца. У тој акцији замало је заробљен и лорд Горт. Добивши 23. маја нову заповед, овог пута из штаба Фирера, састављену у категоричном тону, Клајст је одступио, сагласно том наређењу на границу Ер - Сент-Омер и провео тамо три дана. Одговорни за догађаје код Денкерка су Хитлер и Геринг. Херман Геринг је убеђивао Фирера да ће Луфтвафе сама моћи да уништи противника, што се показало неоствариво. Главну одговорност је сносио Адолф Хитлер, поготово што се држао речи Геринга.
Након наредбе о заустављању немачки тенкисти су започели да се баве ремонтом и техничким одржавањем својих возила, за шта се одавно јавила потреба. Након освајања Денкерка они су се окренули на југ како би успешно завршили започету кампању. Тад се Гудеријану остварио сан: 19. оклопни корпус добио је привремено име „оклопна група Гудеријан“, и њему су придодати 39. моторизовани корпус генерала Рудолфа Шмита и 41. оклопни корпус генерала Рајнхарда. Клајсту је остао 14. оклопни корпус (9. оклопна, 10. оклопна 9. пешадијска, 13. моторизован дивизија и пук „Велика Немачка“), а као допуна додат му је 16. оклопни корпус генерала Ериха Хепнера (3. оклопна, 4. оклопна. 33. пешадијска и 4. пешадијска дивизија), тако да је „оклопна група Клајст“ сада располагала са 4 оклопне, 3 пешадијске, 1. моторизованом дивизијом и пуком „Велика Немачка“ плус две СС моторизоване дивизије.
Друга фаза кампање није представљала ништа друго до велике операције чишћења терена, пошто су најбоље француске дивизије већ биле уништене а Британци се повукли на острво. Последњи напад започео 5. јуна. Ерих Хепнер је нанео удар по делу фронта ширине шест километра, са близу сто оклопних возила по километру. Француска 6. армија је веома брзо започела повлачење у паници. Када је Француска 22. јуна потписала капитулацију, 16 оклопни корпус већ се налазио у Лиону, а 14. оклопни корпус у рејону Бордоа, доста близу границе са Шпанијом.
За показане резултате у Француској и Белгији, Евалд фон Клајст је унапређен у чин генерал-пуковника. Након кратког пребивања у служби окупационе војске пребачен је на исток, где се Хитлер спремао за нове ратне походе. Остатак војничке каријере Клајста, не рачунајући неколико кратких одсуства, везан је искључиво за Источни фронт.

### Балкан 1941.
Почетком 1941. године, штаб 22. корпуса фон Клајста добио је назив Прва оклопна група. Њој је је задато да буде оштрица немачког напада на Грчку. Током марта 1941. године ова јединица се дислоцирала у рејону Бугарског главног града, Софије. Међутим у ноћи 26. на 27. март пронемачка влада премијера Драгише Цветковића у Београду је у збачена и на њено место постављена влада генерала Душана Симовића, бившег команданта војске Краљевине Југославије. Адолф Хитлер је брзо решио да нападне истовремено и Краљевину Југославију, и прва оклопна група је добила задатак да започне 8. априла наступање на линији Ниш - Крагујевац - Београд и колико може брзо заузме Југословенску престоницу, Београд. Терен у југоисточној Србији је претежно шумовит, путева није било много, а и они којих је било су углавном лоши. Уз то, најбоље јединице Југословенске војске налазиле су се око главног града, што је значило да Клајстов задатак није био нимало лак.
Под својом командом 8. априла Класт је имао 14. моторизовани корпус генерала Густава фон Витерсхајма (5. оклопна, 11. оклопна, 294. пешадијска и 4. брдсколовачка дивизија) и 11. корпус генерала Јоахима фон Коцфлајшма (60. моторизована дивизија и неколико мањих јединица).
Југословенска 5. армија пружила је жесток отпор Клајстовим јединицама, али је до вечери тај отпор сломљен. Већ 9. априла Клајст је заузео Ниш и наредио својој челној 11. оклопној дивизији да продужи наступање у северноисточном правцу ка Београду. док је 5. оклопна дивизија скренула на југ, како би одсекла Југословенску војску у Лесковцу. Брзо наступајући долином Велике Мораве, Клајст је уништио десно крило 6. југословенске армије. До вечери 12. априла он је прешао скоро 200 km и налазио се на мање од 70 km од Београда. Клајст је ушао у град на челу 11. оклопне дивизије у 6:30 ујутру 13. априла. Понеко му приписује заслуге за овладавањем југословенском престоницом. Међутим мања јединица из састава 2. СС моторизоване дивизије „Рајх“, коју је водио SS-Haupsturführer (еквивалент капетану) Фриц Клингенберг је ушао у град са севера у 17:00 претходног дана, ослободио интернирано особље Немачке амбасаде и припремио услове за капитулацију града до 19:00 сати 12. априла.

### Источни фронт 1941/44.
Одмах након капитулације Краљевине Југославије, прва оклопна група је пребачена у јужну Пољску ради напада на Совјетски Савез. под командом Клајста тада су били 48. оклопни, 3. оклопни и 14. моторизовани корпус са укупно 5 оклопних, 2 моторизоване и две СС моторизоване дивизије. Прва оклопна група се налазила на левом крилу групе армија „Југ“ фелдмаршала Рундштета, између 6. армије генерала Рајхенауа и 17. армије генерала Карл-Хајнрих Штилпнагела. Основни задатак Клајста је да достигне Дњепар у рејону Кијева, након чега треба да скрене под правим углом на југоисток и да настави у правцу Црног мора, са циљем овладавања прелаза преко Дњепра, а такође и да одсече пут за одступање на исток два совјетска фронта (Совјети су групе армија називали „фронтовима“) под команом Семјона Буђонија. Перспективан циљ фон Клајста је био град Ростов на Дону.
На јужном правцу Стаљин је поставио своје најбоље јединице под командом најспособнијих генерала, очигледно са циљем за будуће овладавање Румунијом. Такав потез би лишио Хитлера нафтних извора у Плоештију, који су имали првостепени значај за немачко вођење рата. Истина, док је Хитлер био заузет западом, Стаљин је принудио Румунију да му уступи Бесарабију и Северну Буковину. Поред тога он је апсорбовао балтичке земље Литванију, Естонију и Летонију у сатав Совјетског Савеза и показао територијалну претензију према Турској. Ако се рачуна и територија која је узета од Финске после зимског рата, укупно је Совјетском Савезу присаједињена територија од преко 200.000 km² са 20.000.000 становника. Катастрофа Француске завршила се без мало за шест недеља и представљала је за Стаљина непријатно изненађење.
Прва оклопна група је прешла совјетску границу 22. јуна 1941. године. Услови терена у Галицији и западној Украјини, по којима се наступало су били далеко од идеалних за операције оклопних снага. Кроз густо нарасле шуме било је мало путева који су чак ту и тамо били само земљани (колски пут). Иначе главни проблем који се поставио Клајстовом нападу био је жесток отпор Совјета и техника константних контранапада. Само за првих шест дана, морао је да одбије контранападе 9, 19. и 23. механизованог корпуса. Клајст је располагао са 600 тенкова, наспрам 2400 совјетских тенкова, од којих су многи по техничким карактеристикама и наоружању превазилазили тенкове Панцер III и Панцер IV (најбољи немачки тенкови у том тренутку). И поред тога његова војска стигла је до Лавова 30. јуна а 6. јула пробила „линију Стаљин“ упркос неколико јаких контранапада Совјета. Житомир, који је удаљен 120 km од Кијева је пао 10. јула, након чега је прва оклопна армија одбила јаке нападе 4, 15. и 16. механизованог корпуса Црвене армије. Тог дана совјетска 5. армија, састављена од 9, 19. и 22 механизованог корпуса је пресекла, наступањем јужно од Припјатских мочвара, главну комуникацију по којој је долазило снабдевање прве оклопне армије.
Валтеру фон Рајхенау, који је следио Клајста са својом пешадијом, је наређено да одвоји крупнију формацију за рашчишћавање пута. То се одужило током целог јула и делом августа. Од 22. јуна до 10. јула, прва оклопна група је прелазила на дан само по 15 km, а након 10. јула темпо наступања се још више успорио. Све у свему, то није личило на Блицкриг, у који је Хитлер полагао толику наду.
Средином јула Клајст је скренуо на југ, залазећи у позадину јужног фронта Тиленева (у југозападном правцу од Буђонија) и упркос контранападу на лево крило од стране 26. совјетске армије, сјединио се са 17. армијом код Первомајска, образујући прво велико окружење на јужном делу Источног фронта. Ликвидација тог окружења завршена је 8. августа: у заробљеништво је пало 103.000 совјетских војника, међу којима и два команданта армија. Заплењено је или уништено 317 тенкова и 1100 топова.
Још пре завршетка ликвидације Уманског обруча, Совјети су покушали још један контранапад. Овог пута у зони Богуслава, која је остављена од стране војске прве оклопне групе, пошто је скренула на југ ка Умању. Група фон Швелдер (формирана на брзину од резервних трупа и позадинских јединица, налазила се под командом команданта 4. корпуса генерала фон Швелдера) задржавала је Совјете, док Клајст и Рајхенау нису средили положаје. Ипак контранапад је дао неке резултате, пошто је група армија „Југ“ наставила са наступањем тек 17. августа.
19. августа, прва оклопна група достигла је западну обалу Дњепра, а 9. оклопна дивизија је водила напад преко бране у Запорожју и формирала мостобран на другој обали. Совјети су извршили жесток контранапад и истиснули Немце назад на западну обалу. Прошла је још једна недеља пре него што је 60. моторизована дивизија успела да направи понтонски мост у Дњепропетровску и да се укопа на супротној обали. Клајст је помогао војску на мостобрану са 3. оклопном корпусом генерала Еберхарда фон Мекензена. Поред тога мостобран је даноноћно покриван из ваздуха од стране Луфтвафеа. Прва оклопна група је 29. августа значајно проширила мостобран у источном правцу и велика опасност се надвила над целим Донбасом, једном од главних индустријских области у Совјетском Савезу. Два дана касније 17. армија је утврдила и мостобран на источној обали Дњепра у рејону Кременчуга.
Увече 10. септембра, Клајст је преузео Кременчугски мостобран од 17. армије и започео да пребацује на њега 48. оклопни корпус Кемпфа. Следећег јутра у 9:00 сати 16. оклопна дивизија генерал-потпуковника Ханса Хубеа је започела наступање са мостобрана и разбијајући одбрану 38. совјетске армије се устремила ка Ромену, који се географски налази на северу. Након ње су кренуле 9. и 14. оклопна дивизија. То изненадно пробијање је затекло совјетску вишу команду неприпремљену. За првих 12 сати Ханс Хубе је прешао 60 km. У 6:20 14. септембра он се сјединио близу Ромена - 180 km источно од Кијева - са 3. оклопном дивизијом генерал-пуковника Валтера Модела из 2. оклопне групе Гудеријана. Клајст и Гудеријан су завршили највеће окружење у целом Другом светском рату: у обручу се нашло 5 совјетских армија. До 26. септембра борбе у обручу су завршене. Заробљено је 667.000 војника црвене армије, а уништено или заробљено је и 3718 топова и 884 оклопна возила (оклопни аутомобили, тенкови и др.). Само корпус Кемпфа је заробио 109.097 војника и официра. Цела Украјина, житница Совјетског Савеза била је изгубљена за Стаљина.
Након Кијева оклопној групи Клајста је подигнут статус и од 6. октобра је носила име Прва оклопна армија. Она је започела наступање на југ ка Ростову - главном циљу у кампањи 1941. године. Још пре завршетка борби у Кијевском окружењу, њене јединице распоређене на јужном крилу (3. оклопни корпус) су јужно наступајући од Дњепропетровска уништиле три совјетске дивизије, принудивши совјетске јединице на Дњепру да се повуку ка самом Запорожју. Прва оклопна армија се кретала на исток а након тога на југ, заобилазећи део совјетске војске, који је задржавао Манштајнову 11. армију код Мелитопоља. 5. октобра 1. СС моторизована дивизија „телесна гарда Адолфа Хитлера“ је изашла на Азовско море у Бердјанску, формирајући још једно окружење Совјета, овог пута крај Чернигова. У борбама до 10. октобра уништена је 18. совјетска армија чији командант и сам погинуо, док се још 100.000 црвеноармејаца нашло у заробљеништву. Немци су уништили још 212 тенкова и 672 топа. Затим је Клајст поново наставио наступање. Таганрог је пао 12. октобра, а 28. октобра Немци су изашли на реку Миус, последњу водену препреку пред Ростовом. Међутим тада је наступила руска сезона киша и појавило се „свуда присутно блато“. Клајст је био принуђен да заустави наступање чак до 17. новембра када су стегли мразеви који су заледили.
Брза али тешка победа у претходна три месеца, а затим и борба са блатом, исхабале су резерве Клајстових возила: у строју је остало тек 30 посто од броја камиона са којима је кренуо у источну кампању. Упркос томе, прва оклопна армија је 17. новембра наставила наступање, а оштрица напада је била 1. СС моторизована дивизија „телесна гарда Адолфа Хитлера“, потпомогнута 4. оклопним пуком из 13. оклопне дивизије. Клајстова 60. моторизована и 14. оклопна дивизија су заобишле Ростов са истока, а јединице 1. СС моторизоване дивизије и 4. оклопног пука су овладале градом током ноћи 20. новембра. Совјетска команда је организовала контранапад са снагом од десет дивизија, међутим овај напад је био узалудан.
Ростов није био просторно велики град иако је 1941. године имао око пола милиона становника. Сматран је вратима Кавказа, богатог нафтним изворима, а даље се простирао Иран који има нафте у огромним количинама. Совјети нису желели да Ростов остане у рукама Немаца и служи као одскочна даска за летње наступање током 1942. године. 21. новембра Клајст је упозорио Рундштета да је лево крило прве оклопне армије опасно огољено, али је Рундштет мало шта могао да учини у вези с тим.
Још истог дана Совјети су напали управо то слабо немачко лево крило. Да би избегао катастрофу Клајст је био принуђен да повуче своју 13. и 14. оклопну дивизију на север и северозапад. Затим је 25. новембра маршал Семјон Тимошенко нанео главни удар по 1. СС моторизованој дивизији „телесна гарда Адолфа Хитлера“ и 60. моторизованој дивизији. Да је тад било лето оне би имале као заштиту реку Дон, али она је сада била залеђена и црвеноармејци су нападали преко ње.
Услед борбених губитака и смрзавања у строј борбених чета немачких дивизија, остало је једва по једна трећина личног састава. Војници су иако још нису добили зимска одела, успели да се бране три дана при температури од -10 °C.
Немачка војска је остала у Ростову до 28. новембра 1941. године. Два дана касније Клајст је био принуђен да повуче своје тешко страдале јединице и затражио је дозволу за повлачење иза реке Миус. Хитлер није дозволио никакво повлачење али га Рундштет одобрава на своју одговорност. Још истог дана Хитлер је сменио Рундштета и на његово место поставио фелдмаршала Рајхенауа.
Ни талентовани Валтер фон Рајхенау није видео други излаз за насталу ситуацију и дозволио је Клајсту да одступи. Свега 24 сата након постављања на место главног команданта армијске групе „Југ“ и њега је Хитлер разрешио дужности. Евалд фон Клајст је тако претрпео свој први пораз.
У току совјетског зимског наступања 1941—1942. године, Совјети су потиснули Немце скоро на свим фронтовима, али Вермахт се одржавао упркос што је температура много пута падала до -45 °C. У пролеће 1942. тенковске јединице су поново биле спремне за наступање. За време операције „Фредерикус II“, која се завршила још једним обручем, Клајст је командовао 1. оклопном и 17. армијом (армијска група Клајст). При ликвидацији обруча у заробљеништво је пало 239.000 црвеноармејаца, а такође су изгубили и 1250 тенкова и 2026 топова.
Након операције „Фредерикус II“ и прве етапе наступања ка Волги, 1. оклопна армија је пребачена јужно од Харкова, где је ушла у састав поново формиране групе армија „А“ фелдмаршала Листа. Прва оклопна армија је покривала лево крило 17. армије, која је други пут заузела Ростов. Група армија „Б“ фелдмаршала фон Вајкса (раније група армије Југ) се устремила ка Волги према Стаљинграду (сада Царичин), а група армија „А“ ка Кавказу и граду Бакуу на Каспијском мору ради заузимања нафтних поља. Манштајнова 11. армија је пребачена на север ради овладавања Лењинградом (сада Ст. Петербург). На тај начин, разбацујући своју војску и постављајући пред њих три потпуно различита задатка, Хитлер није оставио довољно ресурса да се испуни било који од њих. Током септембра 1942. године група армија „А“ је зашла на Кавказ.
Од 9. септембра 1942. године, када је Хитлер сменио Листа и преузео у своје руке командовање групом армија „А“, он је остао у штабу у Растенбергу у Источној Пруској, на раздаљини већој од 2.000 km од линије фронта. Текућим проблемима се бавио бивши начелник Листовог штаба генерал-потпуковник Ханс фон Грајфенберг.
21. новембра 1942. године Хитлер се повукао са места команданта групе армија „А“, која је већ неколико недеља тапкала у месту. Нови командант је постао генерал-пуковник Евалд фон Клајст, који је предао команду 1. оклопне армије генералу Еберхарту фон Мекензену. У саставу Клајстове групе армија „А“ се поред 1. оклопне армије налазила још једна армија - 17. под командом генерал-пуковника Рихарда Роуфа.
Клајст је још раније препоручио Хитлеру да не поставља на крила 6. армије, мађарске, италијанске и румунске јединице при наступању ка Стаљинграду, али Фирер није желео да прихвати овај савет. Совјетска војска је нанела удар по Румунима на северу и југу од Стаљинграда 19. и 20. новембра, брзо пробијајући одбрану и 22. новембра ухватила у обруч целу 6. немачку армију генерал-пуковника Фридриха Паулуса. Та катастрофа ставила је Клајста у врло опасан положај, пошто се војска Црвене армије налазила јако близу Ростову и једва да је било могуће да се ишта учини како црвеноармејци не би повратили град. Преко Ростова се цела група армија А спајала са остатком немачке војске на Источном фронту. Упркос томе Хитлер није дозволио Клајсту да се повуче све до 27. децембра.
Како је генерал-пуковник Курт Цајтцлер постао у то време начелник генералштаба копнене војске, убеђивао је Хитлера да дозволи групи армија „А“ да одступи. Предње јединице Прве оклопне армије налазиле су се на реци Терек, скоро 700 km далеко од Ростова. Дана, 20. јануара Совјети су се приближили Ростову на раздаљину од свега 30 km, али су их зауставиле последње резерве 4. оклопне армије из Манштајнове групе армија „Дон“. Током наредне три недеље, Совјети су безуспешно покушавали да одсеку пут за одступање прве оклопне армије. Неке јединице из ове армије, укључујући и 40. оклопни корпус, морале су да одступају преко леда на Азовском мору. На крају 6. фебруара, заштитница прве оклопне армије, 111. пешадијска дивизија генерал-мајора Рекнагела уништила је мост преко реке Дон на југу од Ростова, испред носа совјетских јединица, које су већ послале јединице за разминирање. Тако је прва оклопна армија успела захваљујући упорној одбрани Манштајнових јединица да избегне опкољавање и највероватније потпуно уништење.
Међутим пред Клајстом је сада стојао други проблем: како да задржи Кубањ који је одвојен од Крима керченским пролазом. Након повлачења прве оклопне армије преко реке Дон, у распореду команде групе армија „А“ су остале: 17. армија (пет пешадијских и две брдсколовачке дивизије, румунска коњичка дивизија, словачка заштитна дивизија и неколико разједињених коњичких јединица саствљених од козака и Немцима лојалног становништва Совјетског Савеза), команда Крима (штаб, 42. армијски корпус са 1. и 4. румунском брдсколовачком дивизијом и 153. немачка резервна дивизија) и делом групе при команди (454. и 444. заштитна дивизија - свака од њих је имала по два пука пешадије али без артиљерије). У резерви групе армија „А“ остала је само једна јединица - 381. школска дивизија, која није била најпогоднија за службу у првој линији фронта. Започевши од 10. јануара 1943. године, 17. армији је наређено да брани ослањајуће пунктове на истоку Кавказа и да се удаљи на североисток где је требало да оформи одбрамбену линију за заштиту Кубања. Немци су били изложени сталном притиску од стране: 47, 56, 18, 39, 9, 58 и 44. совјетске армије, али су успели коришћењем импровизованих средстава и градњом да поставе западну линију одбране за само четири недеље.
Црвена армија је припремила још један покушај пробоја заштитне линије Немаца и уништења 17. немачке армије, с тим што је морала да изведе маневар опкољавања и да се онда укопа. У случају успеха улов би био 400.000 војника, 110.000 коња, 25.600 возила (камиона, аутомобила, тенкова, разних оклопних аутомобила и транспортера) и 2.085 топова - што је више него у окружењу код Стаљинграда (види: Стаљинградска битка). У противном случају Хитлер би задржао мостобран са кога би током лета 1943. могао да започне још једно наступање у правцу нафтних налазишта. Стаљин је против Клајста послао сву војску коју је могао да сакупи, али није успео да спречи његово организовано повлачење, нити да пробије кубањску одбрамбену линију. Због тог успеха у одбрани Евалф фон Клајст је 1. фебруара 1943. унапређен у чин фелдмаршала.
Успехе, због којих је Клајст награђен унапређењем, он је дуговао томе што је игнорисао Хитлерове инструкције за прогањање народа, који су раније живели под чизмом комунизма. Још у септембру 1942. године Клајст је истакао: „То огромно пространство ме мучи. А те безбројне људске хорде! Ако их не привучем на нашу страну, има да погинем“. Употребљавајући немалу опрезност, он је узео у свој штаб двојицу бивших војних аташеа немачке амбасаде у Москви: генерал-потпуковника Оскара фон Нидермајера и генерал-мајора Ернста Кастринга, који је рођен у Москви. Нидермајер који је током 1935. године прешао у мировање и до враћања у армију је био професор геополитике на Берлинском универзитету, је формирао 162.туркестанску дивизију и постао њен командант. Та јединица се састојала од мушкараца родом из Грузије, Јерменије, Азербејџана, Казахстана, Туркменистана, Ирана, Авганистана и других источних територија, који су улазили у редове немачких оружаних снага, како би се борили против комунизма. Нидермајер се није осећао нелагодно због критика нацистичке политике за исток, по којој су се негермански народи у Совјетском Савезу убрајали у „полуљуде“. Он и Ернст Кестринг су пружили велику помоћ Клајсту својим саветима како да се поступа са несловенским народима на окупираној територији.
Резултат таквог понашања Клајста је да се око 850.000 људи подигло на оружје за борбу против комуниста. Међу њима су били Карачајци, Кабардинци, Осети, Ингуши, Азербејџанци, Калмици, Узбеки а највише Козака. Скоро сви они су се налазили у рејону Вермахта где је дејствовала Клајстова војска. Хитлер је касније (септембар 1944. године) дозволио да се ти људи приме на службу у РОА (Руска ослободилачка армија) под командом бившег совјетског генерала Власова, али у то време Немачка је изгубила скоро све окупиране територије у Совјетском Савезу. Клајсту је међутим одобрено да користи странце у помоћним јединицама и козачким пуковима.
Гаулајтер Ерих Кох - Рајхскомесар Украјине и Фриц Заукел, овлашћени за радне резерве, одговорни за доставу у Немачку робовске радне снаге, протестовали су против хумане политике Клајста, која је отишла толико далеко да је наредио потчињенима да се придржавају тог, да „добровољна“ радна рука са окупиране територије треба истински да буде добровољна. Протест Коха и Заукела се разбио о ледено хладном пруском коњанику. Клајст је такође говорио у штабу официрима СС-а и полиције, категорично их опомињући да неће да трпи никакве есесовске испаде на територијама заузетим од стране његових војника.
Хумана Клајстова политика је имала успеха и изазвала мирно одобравање чак и Јозефа Гебелса, нацистичког министра за пропаганду.
Совјети су начинили неколико покушаја пробоја кубањске одбрамбене линије, а у ноћи 3. на 4. фебруар су извршили поморски десант код Новоросијска.
У то време Клајст је непрестано захтевао евакуацију Кубања, али Хитлер је одуговлачи, плашећи се непожељних ефеката, које такав потез може да изазове у Румунији и неутралној Турској. На крају 3. септембра он је одобрио Клајсту да започне евакуацију. Та заповест је стигла у тренутку када је опстанак мостобрана постао крајње критичан. Совјетска војска се приближила Перекопском земљоузу на северу Кримског полуострва. Кад би се тај излаз са Крима нашао затворен пре завршетка евакуације групе армија „А“, Клајстова војска би се нашла у клопци. Манштајн, чија је група армија „Југ“ покривала маршруту за одступање, је јасно дао до знања да неће моћи дуго да издржи притисак Црвене армије.
Кубањски мостобран је ипак испунио задатак. У току већег дела лета 1943. године он је задржавао на себе седам совјетских армија са близу 50 дивизија, које су могле да буду искоришћене ефикасније на другим деловима немачко-совјетског фронта. Међутим септембра је постало јасно да Немци не могу више да изведу ново наступање ка Кавказу и Стаљин је повукао део својих дивизија са тог дела фронта. Са одуговлачењем евакуације више се није чекало. За 34 дана, Клајст и вицеадмирал Шајрлен су пребацили преко Керченског мореуза на Крим 227.484 немачка и румунска војника, 72.899 коња, 28.484 војна лица из помоћних јединица попуњених од локалног становништва, 21.230 моторних возила (аутомобила, камиона, тенкова и др.), 27.741 транспортну коњску запрегу и 1815 топова. Евакуација је завршена 9. октобра 1943. године. Совјетска војска је извршила силовит притисак, али је претрпела велике губитке и није успела да пробије немачку одбрану. Штавише 17. армија је успела да евакуише све своје резерве хране и покварену технику. Наређено је да буде остављена само сточна храна за коње. Скоро све евакуисане јединице су послате за попуну поново формиране 6. армије генерал-пуковника Карла Холида, која је штитила северни прилаз Перекопском земљоузу. Након завршетак евакуације Кубања, Хитлер је потчинио ту армију Клајсту.
У последњој кампањи између Клајста и Хитлера су се све чешће јављале несугласице. Клајст је активно бранио став према повлачењу са Крима одмах након завршене евакуације Кубања. Он је издао наређење за евакуацију полуострва 26. октобра 1943. године, али Хитлер је ово наређење ставио ван снаге још истог дана. Након што је совјетска војска 1. новембра стигла до Перекопског земљоуза и опколила 17. армију на Криму, Клајст је наставио да заговара евакуацију, али сада морем.
У неколико случајева Клајст је предлагао хитно повлачење са којим се Хитлер није слагао, док год даљем повлачењу очигледно не запрети катастрофа. Због тога је немачка војска претрпела огромне губитке који су могли да буду избегнути. На крају је Клајст потиснут на Јужни Буг, где није могао да одржи одбрану са својим силно проређеним дивизијама, и зато се у тајности договорио са генералом Холидом и генералом Отом Велером, командантом 8. армије, заостале на јужном крилу групе армије „Југ“ око обезбеђења хитног одступања ка Дњестру.
26. марта 1944. године Клајст је саопштио генералу Цалтцлеру да је прузео у свој распоред 8. армију из групе армија „Југ“ и издао наређење за њено повлачење ка Дњесту, независно од тога да ли ће Виша команда то да дозволи или не. Цајтцлер му је предлио да се сретне са Хитлером. Фелдмаршал је одговорио да ће то да уради следећег дана, тек када се увери да је све спремно за повлачење. „Неко треба да стави главу на пањ“ рекао је Клајст начелнику штаба.
Постављен пред свршен чин, Хитлер је 27. марта прихватио одступање 6. и 8. армије, под условом да Клајст одржи мостобран од Тираспола до Одесе, главног пристаништа преко којег је слато снабдевање Кримској групацији. Следећег дана пешадијске колоне две армије су се повукле од Јужног Буга на запад, прогоњене од стране 8. гардијске и 46. армије.
Јавило се мишљење да је управо тај случај коштао Евалда фон Клајста положаја. Сасвим вероватно је то била последња кап, како за њега самог тако и за Манштајна. Хитлер је желео да смени Манштајна још у првој половини 1943. години. Клајст је изазивао љутњу Фирера својим упорним позивима на евакуацију Крима; односом према „полуљудима“; својим саветом из новембра 1943. године да се постави први генерал-„квартирмајстер“ Вермахта за руководиоца операцијама на Источном фронту; промонархистичким погледима и ризиком да преузме нешто на своју руку ако му Хитлер не да дозволу да одступи са Јужног Буга.
Током јула 1943. године Адолф Хитлер је говорио за двојицу фелдмаршала „Не могу да се уздам ни у Клајста, нити у Манштајна. Паметни су, но нису националсоцијалисти“.

### У немилости
30. марта 1944. године, лични „Кондор“ (Фоке Вулф ФВ 200) Хитлера се приземљио на Клајстовом аеродрому у Тирасполу, да покупи главнокомандујућег групе армија „А“. Након тога одлеће ка Лавову по Манштајна. Увече истог дана Адолф Хитлер им је уручио по један Витешки крст са Храстовим лишћем и мачевима, и ослободио их дужности. Рекао им је да одобрава све реалне чињенице које су они изнели, али дани специјалиста за тактику на Источном фронту су завршени. Сада су му били потребни команданти претежно способни да зауставе војску у повлачењу и да се супротставе до последњег човека.
Клајст је искористио тај последњи сусрет са Хитлером да би га посаветовао да склопи мир са Стаљином. Хитлер га је уверио да нема потребе за тако нешто, јер је совјетска армија већ скоро истрошила своју снагу.
Када је Хитлер објавио намеру да пензионише Клајста и Манштајна, оставку је поднео и генерал-пуковник Курт Цајтцлер. Хитлер је одбио да је прими, али начелник генералштаба (бивши начелник штаба оклопне групе Клајст), је очигледно вршио утицај и зато су војсковође прошле тако коректно.
Група армија „А” је добила назив „Јужна Украјина”, а њен нови главнокомандујући је постао Фердинанд Шернер. Клајст је остао у оставци и током 1944. године је ухапшен од стране Гестапоа у вези са атентатом на Хитлера од 20. јула 1944, пошто се показало да је у њему учествовао један од његових братанаца. Клајст је знао за постојање покрета отпора међу официрима, али није обавестио власти, према томе био је крив иако није активно учествовао у неуспелом атентату. Нацисти нису желели  да предају „народном суду“ тако уваженог фелдмаршала након смрти фелдмаршала Вицлебена, и зато је Клајст ослобођен.
Ако се не рачуна та кратка епизода, Евалд фон Клајст је живео у тихој самоћи у Вајдебруку од априла 1944. до почетка 1945. године, када су Совјети продрли у Шлесију. Фелдмаршал се пребацио у Митерфелсу, мало село у Доњој Баварској, а његов старији син, капетан Вермахта, је уништио породично имање, да не падне у руке Совјетима.

## После рата
Даље информације о судбини Клајста се одликују противречностима. По једнима, њега су у Југославији заробили Британци. По другима, на крају 1945. године се предао Американцима. Историчар К. Р. Дејвис је разговарао са члановима Клајстове породице и говорио да су Клајста задржали чланови патроле из 26. америчке пешадијске дивизије 25. априла 1945. године. Међутим није ни важно како је заробљен, већ чињеница да је у наредних девет година прошао трновит пут кроз двадесет седам различитих затвора. Током 1946. године предат је Југославији, где му је суђено за ратне злочине и осуђен је на 15 година затвора. Две и по године касније, предат је Совјетском Савезу, где је оптужен за вођење субверзивне делатности (хушкање несловенских народа против комунизма) у Совјетском Савезу. У совјетском заробљеништву је остао до краја живота. Током марта 1954. бивши командант оклопне армије је пребачен у владимирски затвор на скоро двеста километра од Москве, где су држани немачки генерали. Тамо су му Совјети дозволили да пише породици, и он се први пут након осам и по година јавио својима.
Фелдмаршал Евалд фон Клајст је умро око 13. новембра 1954. године у Владимиру. Једини је од Хитлерових фелдмаршала који је умро као ратни заробљеник. Његов старији син, Евалд, је ослобођен 1956. године након десетогодишњег заробљеништва по сибирским логорима. Умро је 1976. године. Његова супруга је умрла у Западној Немачкој 1958. године, а млађи Клајстов син је умро 1973. године. Током 1979. године у Западној Немачкој је живело осморо унучади фелдмаршала, који никад нису видели свог деду, сахрањеног у необележеном гробу негде у Совјетском Савезу.